# Ballabo, Kinnared
Ballabo är en by i Kinnareds socken, Hylte kommun.
Ballabo är känt i dokument från början av 1600-talet. 1646 omfattar byn två hela och två halva frälsehemman. Byn genomgick laga skifte 1874–1876 varvid enstaka gårdar flyttades ut från den äldre bytomten. Även om huvuddelen av den äldre bebyggelsen är bort finns även den äldre ägostrukturen med manbyggnader och ekonomibyggnader bevarad. Stora delar av det äldre odlingslandskapet används idag för naturbete med bevarade stenmurar, fägator och odlingsrösen, och miljön har av länsstyrelsen i Hallands län klassats som ett riksintresse för kulturmiljövården.